# Asenate Manoa
Asenate Manoa (ur. 23 maja 1992, Kioa, Fidżi) – lekkoatletka z Tuvalu, sprinterka, dwukrotna olimpijka.
W roku 2008 reprezentowała swój kraj na igrzyskach w Pekinie, w biegu na 100 metrów kobiet, odpadła w eliminacjach z czasem – 14,05 s. Jej wynik był najgorszym podczas eliminacji, ale i tak ustanowiła rekord Tuvalu. Ponownie startowała na igrzyskach w Londynie, odpadła w eliminacjach z czasem 13.48.

## Rekordy życiowe
| Dystans       | Wynik (s) | Miejsce | Data            |
| ------------- | --------- | ------- | --------------- |
| Bieg na 100 m | 13,48     | Londyn  | 3 sierpnia 2012 |